# Майдлингский вокзал
Майдлингский вокзал (нем. Bahnhof Wien Meidling) — второй по значимости вокзал Вены после Главного.
Находится примерно в трех километрах западнее Главного вокзала. Пути южного и западного направлений венских железных дорог расходятся только после Майдлингского вокзала, поэтому все поезда, следующие с Главного в этих направлениях, останавливаются тут.
На вокзал есть выход с одноименной станции метро (до октября 2013 года называлась Филадельфиабрюке, Philadelphiabrücke). Кроме того, вокзал доступен по трамвайной линии Вена — Баден, городской трамвайной линии 62 и ряду автобусных маршрутов.